# Chambre de la Reine

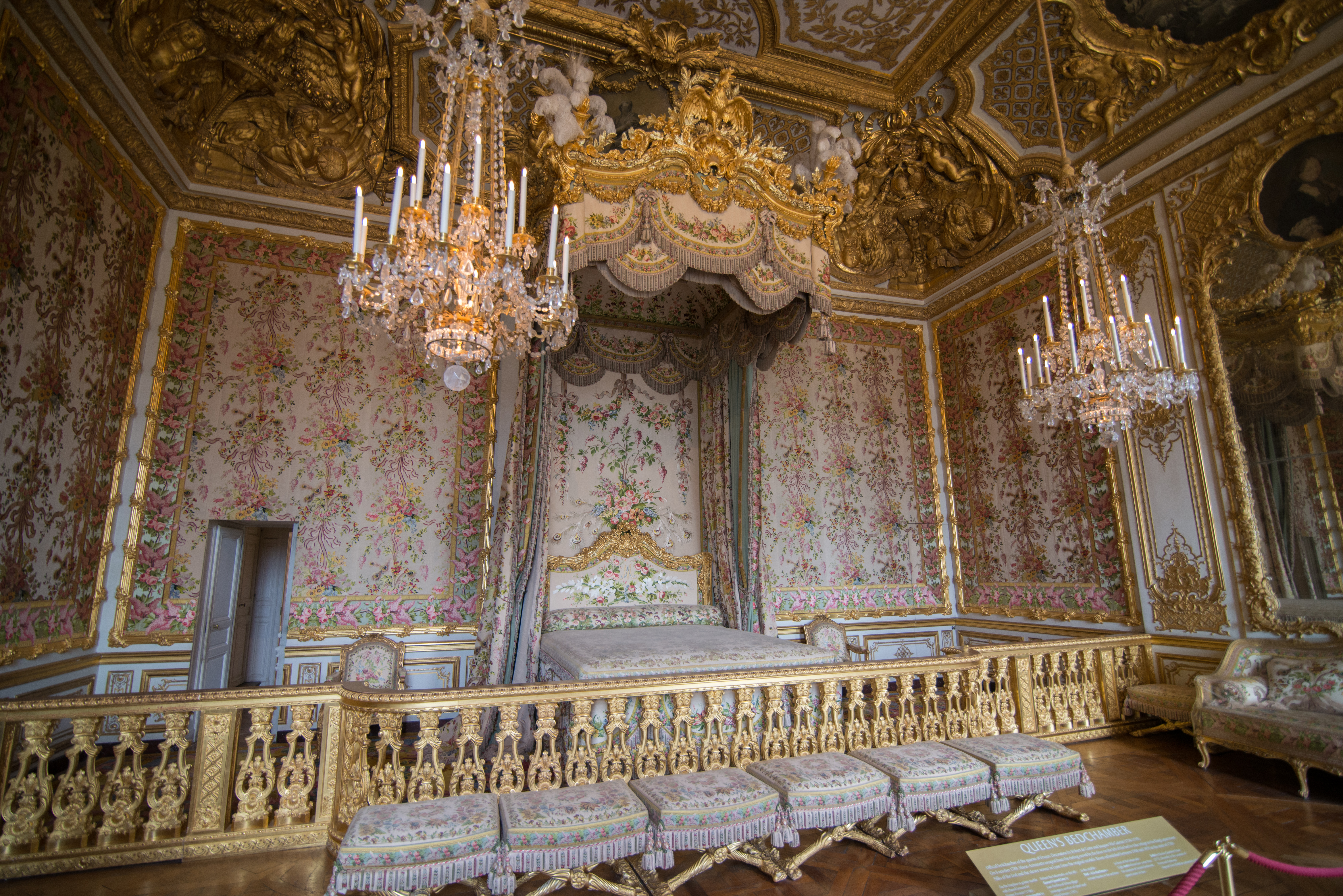
Vue générale de la chambre de la Reine

La chambre de la Reine est un salon d'apparat faisant partie du grand appartement de la reine au château de Versailles, un château français situé dans les Yvelines, en Île-de-France. Il fait office de chambre à coucher et est desservi à l'ouest par le salon de la Paix et à l'est par le salon des Nobles.

## Histoire
Bien que chambre à coucher, cette pièce du château est surtout un lieu de mise en scène théâtrale du pouvoir : le coucher de la reine, le lever de la reine, mais aussi le lieu de l'adoption publique des "enfants de France". C'est également ici que la souveraine se fait habiller chaque matin par quelques privilégiées. De chaque côté du lit royal, des portes dissimulées dans la tenture donnent accès à de petits espaces, comme le cabinet de la Méridienne, qui constituent le petit appartement de la reine. On y trouve également des passages discrets qui permettent à la souveraine de se rendre en toute discrétion dans divers espaces du château. 
La chambre était la pièce principale de l'appartement, c'était celle où la reine était le plus souvent. Elle y dormait souvent rejointe par le roi, ce qui explique pourquoi le lit de la souveraine est plus large que celui du souverain. Le matin, elle recevait durant et après sa toilette, ce qui constituait un moment de cour aussi réglementé par l'étiquette que le lever du roi. C'est là encore qu'avaient lieu les accouchements en public : dix-neuf enfants de France y sont nés.

## Décor
Le décor conserve le souvenir des trois reines qui ont occupé la pièce : la division du plafond fut conçue pour Marie-Thérèse, épouse de Louis XIV et les peintures et boiseries furent réalisées pour Marie Leszczynska, épouse de Louis XV. Quant au mobilier et la cheminée, ils sont du temps de Marie-Antoinette, épouse de Louis XVI. Ce furent les seuls éléments de la chambre livrés neufs pour la souveraine.
Comme pour le reste du château, la Révolution française a conduit à ce que la chambre soit entièrement vidée de ses meubles et de son décor. Les pliants et le canapé qui meublent aujourd’hui la pièce furent livrés pour la chambre de la comtesse d'Artois, belle-sœur de la reine. Le textile qui orne les murs fut retissé à l'identique du meuble d'été en place le 6 octobre 1789. Le balustre est une reproduction de celui de la duchesse d’Orléans au Palais-Royal et le lit a été reconstitué à l'identique selon un dessin de Jean-Francois Bony. Quant à la courtepointe du lit, le serre-bijoux, les chenets, l'écran de cheminée et deux des portraits en médaillon, ils sont ceux qu’à connu la reine.